# 蒙特勒伊-普莱
蒙特勒伊-普莱（法語：Montreuil-Poulay，法語發音：[mɔ̃tʁœj pulɛ]）是法国马耶讷省的一个市镇，属于马耶讷区。该市镇于1972年由原市镇蒙特勒伊（Montreuil）和普莱（Poulay）合并而成。

## 地理
蒙特勒伊-普莱（48°22'56"N, 0°31'27"W）面积16.24 平方千米，位于法国卢瓦尔河地区大区马耶讷省，该省份为法国西北部内陆省份，北起芒什省和奧恩省，西接伊勒-维莱讷省，南至曼恩-卢瓦尔省，东临萨尔特省。
与蒙特勒伊-普莱接壤的市镇（或旧市镇、城区）包括：尚特里涅、尚佩翁、勒奥尔、圣弗兰博-德普里耶尔、圣卢迪加斯。

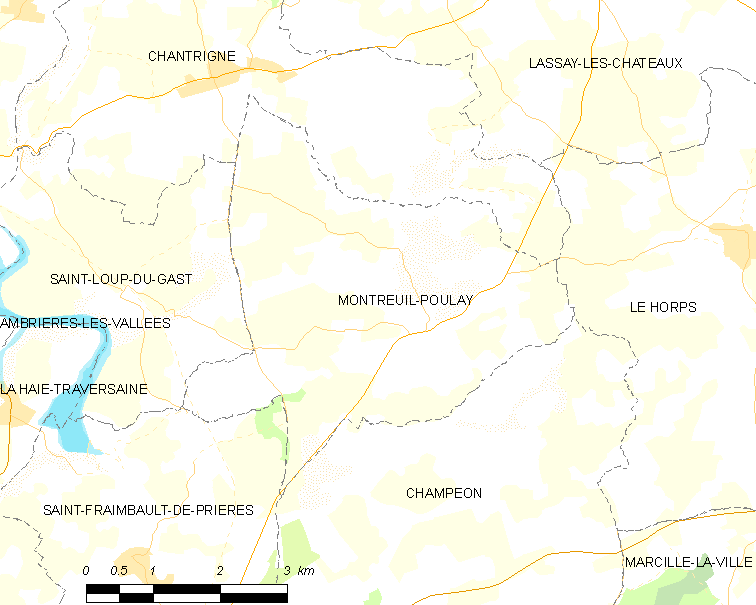
蒙特勒伊-普莱的OSM定位图

蒙特勒伊-普莱的时区为UTC+01:00、UTC+02:00（夏令时）。

## 行政
蒙特勒伊-普莱的邮政编码为53640，INSEE市镇编码为53160。

## 政治
蒙特勒伊-普莱所属的省级选区为拉赛堡县。

## 人口

1962-2008年间蒙特勒伊-普莱人口变化图示

蒙特勒伊-普莱于2022年1月1日时的人口数量为374人。